# X²O・バットカームルス・トロフェー
X²O・バットカームルス・トロフェー（X²O Badkamers Trofee）は、ベルギーで行われている自転車競技、シクロクロスのシーズンシリーズ戦のことである。

## 概要
2011年度シーズンまでは、GvAトロフェー(ハフェアトロフェー、GvA Trofee。ハゼット・ファン・アントウェルペン・トロフェー・フェルドライデン(Gazet van Antwerpen Trofee Veldrijden） の略称)の名称で行われていた。
2012年度から2016年度まではBポスト・バンク・トロフェー（Bpost bank trofee）の名称で行われた。なお、Bポスト・バンクとは、ベルギーの郵政公社銀行のこと。
2017年度より2020年度までは、ベルギーの保険会社であるDVVフェルゼクリンゲンが主催者となり、レース名はDVV・トロフェー（DVV Trofee）。
2021年度よりベルギーの水回り設備メーカーであるX²O・バットカームルスが主催者となり、現行のレース名となった。
シクロクロスにおける同様のシリーズ戦の中では、スーパープレスティージュに次いで創設され、後発のUCIシクロクロスワールドカップとともに、シクロクロス3大シリーズ戦を形成。これらに世界選手権を加え、シクロクロス界の「グランドスラム」とも称される。
1891年創刊の日刊紙発行新聞社である、ハゼット・ファン・アントウェルペン社の主催で1987年〜1988年シーズンより開始。ベルギー国内で行われるレースを対象とし、カテゴリは、男子エリート（かつては男子プロ）の他、女子、男子23歳以下(U23)の3つで形成されている。

## 歴代総合優勝者

### 男子エリート
| 年        | 選手名                          | 国籍     |
| --------- | ------------------------------- | -------- |
| 1987-1988 | ルディ・デ・ビー                | ベルギー |
| 1988-1989 | ギー・ファン・ダイク            | ベルギー |
| 1989-1990 | ギー・ファン・ダイク(2)         | ベルギー |
| 1990-1991 | マルク・ヤンセンス              | ベルギー |
| 1991-1992 | ディルク・パウウェルス          | ベルギー |
| 1992-1993 | パウル・ヘライヘルス            | ベルギー |
| 1993-1994 | パウル・ヘライヘルス(2)         | ベルギー |
| 1994-1995 | パウル・ヘライヘルス(3)         | ベルギー |
| 1995-1996 | パウル・ヘライヘルス(4)         | ベルギー |
| 1996-1997 | パウル・ヘライヘルス(5)         | ベルギー |
| 1997-1998 | アルヌ・ダールマンス            | ベルギー |
| 1998-1999 | マルク・ヤンセンス(2)           | ベルギー |
| 1999-2000 | アルヌ・ダールマンス(2)         | ベルギー |
| 2000-2001 | エルウィン・フェルヴェッケン    | ベルギー |
| 2001-2002 | エルウィン・フェルヴェッケン(2) | ベルギー |
| 2002-2003 | スヴェン・ネイス                | ベルギー |
| 2003-2004 | バルト・ウェレンス              | ベルギー |
| 2004-2005 | スヴェン・ネイス(2)             | ベルギー |
| 2005-2006 | スヴェン・ネイス(3)             | ベルギー |

| 年        | 選手名                            | 国籍     |
| --------- | --------------------------------- | -------- |
| 2006-2007 | スヴェン・ネイス(4)               | ベルギー |
| 2007-2008 | スヴェン・ネイス(5)               | ベルギー |
| 2008-2009 | スヴェン・ネイス(6)               | ベルギー |
| 2009-2010 | スヴェン・ネイス(7)               | ベルギー |
| 2010-2011 | スヴェン・ネイス(8)               | ベルギー |
| 2011-2012 | ケヴィン・パウウェルス            | ベルギー |
| 2012-2013 | ニールス・アルベルト              | ベルギー |
| 2013-2014 | スヴェン・ネイス(9)               | ベルギー |
| 2014-2015 | ワウト・ファン・アールト          | ベルギー |
| 2015-2016 | ワウト・ファン・アールト(2)       | ベルギー |
| 2016-2017 | ワウト・ファン・アールト(3)       | ベルギー |
| 2017-2018 | マチュー・ファン・デル・プール    | オランダ |
| 2018-2019 | マチュー・ファン・デル・プール(2) | オランダ |
| 2019-2020 | エリ・イーゼルビット              | ベルギー |
| 2020-2021 | エリ・イーゼルビット(2)           | ベルギー |
| 2021-2022 | トーン・アールツ                  | ベルギー |
| 2022-2023 | エリ・イーゼルビット(3)           | ベルギー |

### 女子エリート
| 年        | 選手名                                 | 国籍           |
| --------- | -------------------------------------- | -------------- |
| 2007-2008 | ダフニー・ファン・デン・ブラント       | オランダ       |
| 2008-2009 | ダフニー・ファン・デン・ブラント(2)    | オランダ       |
| 2009-2010 | ダフニー・ファン・デン・ブラント(3)    | オランダ       |
| 2010-2011 | サンヌ・カント                         | ベルギー       |
| 2011-2012 | ダフニー・ファンデンブラント(4)        | オランダ       |
| 2012-2013 | サンヌ・カント(2)                      | ベルギー       |
| 2013-2014 | サンヌ・カント(3)                      | ベルギー       |
| 2014-2015 | エレン・ファンロイ                     | ベルギー       |
| 2015-2016 | サンヌ・カント(4)                      | ベルギー       |
| 2016-2017 | サンヌ・カント(5)                      | ベルギー       |
| 2017-2018 | ケイティ・コンプトン                   | アメリカ合衆国 |
| 2018-2019 | サンヌ・カント(6)                      | ベルギー       |
| 2019-2020 | セイリン・デル・カルメン・アルバラード | オランダ       |
| 2020-2021 | ルシンダ・ブランド                     | オランダ       |
| 2021-2022 | ルシンダ・ブランド(2)                  | オランダ       |
| 2022-2023 | フェム・ファン・エンペル               | オランダ       |

### 男子U23
| 年        | 選手名                             | 国籍     |
| --------- | ---------------------------------- | -------- |
| 2001-2002 | ウィム・ヤコブス                   | ベルギー |
| 2002-2003 | ウィム・ヤコブス(2)                | ベルギー |
| 2003-2004 | バルト・アールナウツ               | ベルギー |
| 2004-2005 | ケヴィン・パウウェルス             | ベルギー |
| 2005-2006 | ニールス・アルベルト               | ベルギー |
| 2006-2007 | ディーター・ファントハウレンハウト | ベルギー |
| 2007-2008 | トム・メーウセン                   | ベルギー |
| 2008-2009 | フィリップ・ヴァルズレーベン       | ドイツ   |
| 2009-2010 | トム・メーウセン(2)                | ベルギー |
| 2011-2012 | ラルス・ファン・デル・ハール(2)    | オランダ |
| 2012-2013 | ウィーツ・ボスマンス               | ベルギー |
| 2013-2014 | ワウト・ファン・アールト           | ベルギー |
| 2014-2015 | ローレンス・スウィック             | ベルギー |
| 2015-2016 | クインテン・ヘルマンス             | ベルギー |
| 2016-2017 | イーライ・イザービット             | ベルギー |
| 2017-2018 | イーライ・イザービット(2)          | ベルギー |
| 2018-2019 | ニールス・デルヴォー               | ベルギー |
| 2019-2020 | ティモ・キーリッヒ                 | ベルギー |